# Troy Terry
Troy Nathan Terry (Denver, 10 settembre 1997) è un hockeista su ghiaccio statunitense, ala destra degli Anaheim Ducks (NHL).
Terry è stato con la 148ª scelta assoluta dagli stessi Ducks nel Draft 2015. A livello giovanile, Terry ha giocato con la selezione Under-16 dei Colorado Thunderbirds (nella Tier 1 Elite Hockey League) per poi essere inserito nel programma di sviluppo dei giovani giocatori statunitensi, il NTDP. Successivamente, Terry è diventato campione NCAA nel 2017 come giocatore-studente della University of Denver.

## Palmarès

### Ivan Hlinka Memorial Tournament
- 1 medaglia:
  - 1 bronzo (Repubblica Ceca 2014)

### World Championships U18
- 1 medaglia:
  - 1 oro (Svizzera 2015)

### World Junior Championships
- 1 medaglia:
  - 1 oro (Canada 2017)

### NCAA
- - Campione NCAA (2017)